# 시애틀 국제 영화제

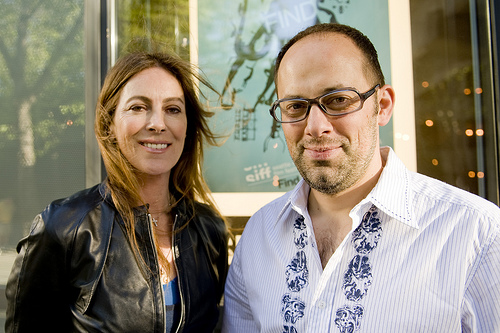

시애틀 국제 영화제(Seattle International Film Festival, SIFF)는 1976년 이후 매년 열리는 시애틀의 국제 영화제이다. 2006년에는 160,000명이 참석하였다.

## 같이 보기
- 영화상 목록